# Авария MD-88 в Нью-Йорке
Авария MD-88 в Нью-Йорке — авиационная авария, произошедшая 5 марта 2015 года. Авиалайнер McDonnell Douglas MD-88 авиакомпании Delta Air Lines выполнял регулярный внутренний рейс DL1086 по маршруту Атланта—Нью-Йорк, но после посадки в пункте назначения выехал в сторону от взлётной полосы и врезался в ограждение по периметру аэропорта, остановившись прямо перед заливом Флашинг. Все находившиеся на его борту 132 человека (127 пассажиров и 5 членов экипажа) выжили, но 24 из них получили ранения.

## Сведения о рейсе 1086

### Самолёт
McDonnell Douglas MD-88 (регистрационный номер N909DL, заводской 49540, серийный 1395) был выпущен в 1987 году (первый полёт совершил 2 июля). 29 декабря того же года был передан авиакомпании Delta Air Lines. Оснащён двумя турбореактивными двигателями Pratt & Whitney JT8D-219. На день аварии совершил 54 865 циклов «взлёт-посадка» и налетал 71 195 часов.

### Экипаж и пассажиры
Самолётом управлял опытный экипаж, его состав был таким:
- Командир воздушного судна (КВС) — 56-летний Теодор У. Лауэр (англ. Theodore W. Lauer). Очень опытный пилот, проходил службу в ВВС США (с 1980 по 1989 годы). В авиакомпании Delta Air Lines проработал 25 лет и 7 месяцев (с августа 1989 года). Управлял самолётами Boeing 727, Boeing 757, Boeing 767 и McDonnell Douglas DC-9. Налетал свыше 15 200 часов, свыше 11 000 из них на McDonnell Douglas MD-88.
- Второй пилот — 46-летний Дэвид У. Филлипс (англ. David W. Phillips). Очень опытный пилот, проходил службу в ВМС США (с 1991 по 2012 годы). В авиакомпании Delta Air Lines проработал 7 лет и 6 месяцев (с сентября 2007 года). Управлял самолётами Boeing 727, Boeing 737 и McDonnell Douglas DC-9. Налетал свыше 11 000 часов, свыше 3000 из них на McDonnell Douglas MD-88.

В салоне самолёта работали три стюардессы.
Среди пассажиров на борту самолёта находился футболист Ларри Доннелл.

## Хронология событий

### Предшествующие обстоятельства
Рейс DL1086 вылетел из Атланты в 08:45 EST, на его борту находились 5 членов экипажа и 127 пассажиров; расчётное время посадки аэропорту Ла-Гуардия было 10:48. В аэропорту Ла-Гуардия шёл снегопад и стоял сильный туман. КВС сообщил пассажирам, что погодные условия могут вызвать задержку посадки.
Другой MD-88 той же Delta Air Lines приземлился на ВПП №13 примерно за 3 минуты до рейса 1086. Он и ещё один ранее приземлившийся рейс оценили торможение на взлётной полосе как хорошее.

### Авария
Лайнер приближался к взлётной полосе №13. Заход на посадку проходил штатно, автопилот оставался включенным до тех пор, пока самолёт не оказался на высоте около 70 метров; скорость самолёта на конечном этапе захода на посадку была около 260 км/ч. В 11:02 EST рейс DL1086 приземлился на ВПП №13, но затем проскользил влево по заснеженной полосе примерно до 1200 метров от торца ВПП и врезался в ограждение по периметру аэропорта; после этого лайнер проскользил параллельно ВПП №13 (вдоль ограждения по периметру, при этом разрушая его) ещё 270 метров и остановился примерно в 1500 метрах от торца взлётной полосы. Кабина пилотов лайнера вместе с носовой стойкой шасси нависла над обрывом в залив Флашинг, а его левое крыло прорезало примерно 290 метров ограждения по периметру аэропорта и полностью разрушилось.
Стюардессы смогли эвакуировать всех пассажиров только через 17 минут. Вытекшее из пробитого левого бака авиатопливо не воспламенилось. Из 132 человек на борту самолёта никто не погиб, но 24 (по другим данным — 23) пассажира получили лёгкие ранения. Через 4 дня после аварии (9 марта) все раненые пассажиры были выписаны из больницы.
Аэропорт Ла-Гуардия был закрыт сразу после аварии. Все взлётно-посадочные полосы были вновь открыты в 14:30, но ВПП №13 была закрыта до 10:30 6 марта.

## Расследование
Расследование причин аварии рейса DL1086 проводил Национальный совет по безопасности на транспорте (NTSB).
6 марта 2015 года NTSB сообщил, что речевой самописец не пострадал, и все его данные (продолжительностью 2 часа) удалось расшифровать; параметрический самописец также не пострадал и его данные также удалось расшифровать. Метеоролог NTSB изучил погодные условия в аэропорту Ла-Гуардия в момент аварии, чтобы определить, могли ли плохие погодные условия стать её причиной.
Следователи NTSB изучили на пострадавшем самолёте системы автоматического торможения и реверса тяги. Переключатель автоматических тормозов в кабине пилотов находился в положении «максимум». Ручка хвостового обтекателя была активирована (предположительно) в целях эвакуации, но задний хвостовой обтекатель оторвался.
Первоначальные заявления, которые дали NTSB пилоты рейса 1086, раскрыли ряд факторов, которые могли способствовать аварии. Пилоты заявили, что они основывали свое решение о посадке на отчётах о торможении, которые они получили от авиадиспетчеров перед посадкой. Еще один MD-88 той же Delta Air Lines приземлился на той же ВПП №13 всего за 3 минуты до рейса 1086. Когда самолёт снизился ниже облаков, взлётная полоса показалась пилотам полностью белой, указывая на то, что она была покрыта снегом; но расследование NTSB показало, что удаление снега с ВПП №13 проводилось за 20-25 минут до аварии. При посадке пилоты заметили, что спойлеры не вышли автоматически, но второй пилот выпустил их вручную. Кроме того, несмотря на то, что режим тормозов был выставлен на «максимум», пилоты не чувствовали, что тормоза работают; также командир сообщил, что не смог предотвратить съезд самолёта влево.
Согласно окончательному отчёту расследования, опубликованному 13 сентября 2016 года, вероятной причиной аварии рейса DL1086 стала неспособность второго пилота поддерживать управление самолётом в правильном направлении из-за чрезмерной тяги реверса, снизившей эффективность руля направления.

## Дальнейшая судьба самолёта
При аварии McDonnell Douglas MD-88 борт N909DL получил сильные повреждения фюзеляжа. Было полностью разрушено левое крыло (передняя кромка, предкрылок, закрылок задней кромки и интерцепторы) и повреждён левый топливный бак (в крыле); также были повреждены днище самолёта (от кабины пилотов до левого переднего выхода), ниша носовой стойки шасси и сама стойка.
Авиакомпания Delta Air Lines заявила, что самолёт признан не подлежащим восстановлению и будет списан, что сделало аварию в Нью-Йорке 37-й потерей McDonnell Douglas MD-80.